# Мелроз (город, Массачусетс)
Мелроз (англ. Melrose) — городок (town) в округе Мидлсекс, штат Массачусетс, США.

## География
Мелроуз расположен по координатам 42°27′21″ с. ш. 71°03′32″ з. д. (42.455723, −71.059019). По данным Бюро переписи населения США в 2010 году город имел площадь 12,34 км², из которых 12,12 км² — суша и 0,22 км² — водоёмы.

## Демография
| Год переписи | Нас.  |  | %±    |
| ------------ | ----- |  | ----- |
| 1850         | 1260  |  | —     |
| 1860         | 2532  |  | 101%  |
| 1870         | 3414  |  | 34,8% |
| 1880         | 4560  |  | 33,6% |
| 1890         | 8519  |  | 86,8% |
| 1900         | 12962 |  | 52,2% |
| 1910         | 15715 |  | 21,2% |
| 1920         | 18204 |  | 15,8% |
| 1930         | 23170 |  | 27,3% |
| 1940         | 25333 |  | 9,3%  |
| 1950         | 26988 |  | 6,5%  |
| 1960         | 29619 |  | 9,7%  |
| 1970         | 33180 |  | 12%   |
| 1980         | 30055 |  | −9,4% |
| 1990         | 28150 |  | −6,3% |
| 2000         | 27134 |  | −3,6% |
| 2010         | 26983 |  | −0,6% |
| 2018         | 28193 |  | 4,5%  |
| 1850–2018    |       |  |       |

Согласно переписи 2010 года, в городе проживали 26 983 лица в 11 213 домохозяйствах в составе 7076 семей. Плотность населения составляла 2187 человек/км². Было 11751 помещения (952/км²).
Расовый состав населения:
- 91,1 % — белых
- 3,8 % — азиатов
- 2,4 % — черных или афроамериканцев
- 0,1 % — коренных американцев

К двум или более расам принадлежало 1,7 % населения. Доля испаноязычных составляла 2,5 % от всех жителей.
По возрастному диапазону население распределилось следующим образом: 22,0 % — лица моложе 18 лет, 62,2 % — лица в возрасте 18-64 лет, 15,8 % — лица в возрасте 65 лет и старше. Медиана возраста жителя составляла 41,9 года. На 100 лиц женского пола в городе приходилось 88,8 мужчин; на 100 женщин в возрасте от 18 лет и старше — 85,4 мужчин также старше 18 лет.
Средний доход на одно домашнее хозяйство составил 106 449 долларов США (медиана — 85 521), а средний доход на одну семью — 130 225 долларов (медиана — 115 506). Медиана доходов составляла 73 236 долларов для мужчин и 58 273 доллара для женщин. За чертой бедности находились 3,4 % человек, в том числе 3,0 % детей в возрасте до 18 лет и 6,9 % лиц в возрасте 65 лет и старше.
Гражданское трудоустроено население составляло 15 411 человек. Основные отрасли занятости: образование, охрана здоровья и социальная помощь — 24,8 %, ученые, специалисты, менеджеры — 16,4 %, финансы, страхование и недвижимость — 10,4 %, розничная торговля — 9,7 %.